# Guglielmo Lazzarini
Guglielmo Lazzarini (Este, 11 gennaio 1883 – Recoaro Terme, 29 marzo 1960) è stato un marionettista, ideatore e direttore della Primaria Compagnia Veneta Marionettistica Lazzarini.

## Biografia
Guglielmo era nato in una famiglia ben lontana dal mondo dei marionettisti, ma il nonno gestiva il Caffè' della Borsa a Este, frequentato da artisti di passaggio. Così Guglielmo poteva godere di biglietti gratuiti per gli spettacoli. Lì conobbe i fratelli Salvi e la loro Compagnia di Marionette di Verona e cominciò a lavorare per loro, prima come factotum poi sul ponte nel periodo 1900-1903. 

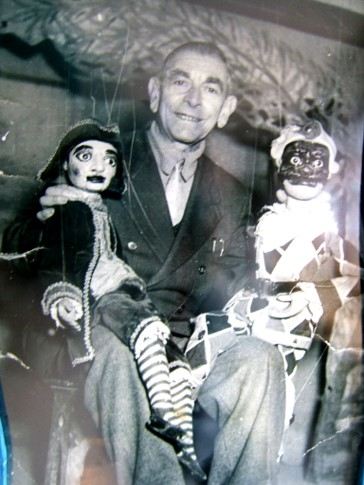
Guglielmo Lazzarini

Dopo il servizio militare in Sardegna, Guglielmo debuttò con una propria compagnia la Compagnia Veneta di Marionette Players nel 1908 a Sossano Vicentino. 
Durante la Prima Guerra Mondiale fu soldato sul Carso. Una volta congedato, riprese la vita con le sue marionette. 
Nel 1920 debuttò a Recoaro Terme con una compagnia propria la Primaria Compagnia Veneta Marionettistica Lazzarini, che fino al 1960, durante la stagione estiva, dava appuntamento a villeggianti e paesani tutte le sere nella sempre affollata Sala Regina. Poi d’inverno la Compagnia ricominciava a vagabondare nelle varie piazze del Veneto .
Nel 1923 Guglielmo, assieme al fratello, fu scritturato da Vittorio Podrecca del Teatro dei Piccoli di Roma per una tournée di sei mesi in Inghilterra e nel 1928 lavorò  nella Compagnia dei fratelli Gorno Dell’Acqua in Inghilterra, in Francia e in Belgio. Dopo di allora rimase sempre in Italia, soprattutto nel Veneto, in particolar modo in provincia di Vicenza. 
Dopo il 1950 con l’avvento della tv e la conversione dei teatri parrocchiali in sale cinematografiche, tante compagnie di marionette furono costrette a chiudere, Guglielmo Lazzarini, rimasto ormai l’unico marionettista del Veneto,  riuscì ad andare avanti per un’altra decina d’anni, facendo pianta stabile a Recoaro Terme. 
Guglielmo morì nel 1960 e la Compagnia chiuse l’attività.